# Proteus (hold)
A Proteus a Neptunusz hatodik holdja; 117 600 km-re kering anyabolygója középpontja körül.

## Nevének eredete
Próteusz a görög mitológiában tengeri isten, Poszeidón (Neptunusz) fia.

## Felszíne, fizikai tulajdonságai
Átmérője 400 km. Szabálytalan alakú, szögletes, erősen kráterezett, és nem mutatja jelét geológiai változásoknak. A tudósok úgy gondolják, a Proteus a jó példa arra, hogy mekkora lehet az a legnagyobb hold, amit saját gravitációs ereje még nem formált gömb alakúvá. Az egyik legsötétebb objektum a Naprendszerben. Csakúgy, mint a Szaturnusz Phoebe nevű holdja, a Proteus is csak 6%-át veri vissza a ráérkező napfénynek. A Triton után a második legnagyobb Neptunusz-hold.

## Felfedezése
A Voyager–2 űrszonda fedezte fel 1989-ben. Bár a hold átmérője nagyobb, mint a Nereidáé, ennek ellenére nem a Földről fedezték fel, mert olyan közel kering a Neptunuszhoz, hogy ’elveszik’ az anyabolygóról visszavert napfény következtében.